# Notoclinops caerulepunctus
Notoclinops caerulepunctus är en fiskart som beskrevs av Hardy, 1989. Notoclinops caerulepunctus ingår i släktet Notoclinops och familjen Tripterygiidae. Inga underarter finns listade i Catalogue of Life.